# Rue du Musée
La rue du Musée, plus connue sous les noms de rue Froidmanteau et de rue Fromenteau, est une ancienne voie de Paris qui était située dans l'ancien 1er arrondissement et supprimée en 1850 lors de l'achèvement du musée du Louvre.

## Situation
Située dans les anciens 1er et 4e arrondissements, la rue du Musée, d'une longueur de 117 mètres, commençait place du Musée et finissait aux 231-233, place du Palais-Royal.
Les numéros de la rue étaient noirs. Le dernier numéro impair était le no 21 et le dernier numéro pair était le no 32. Les numéros impairs étaient du quartier des Tuileries et les numéros pairs du quartier Saint-Honoré.

## Origine du nom
Elle tire son nom du musée du Louvre dont l'entrée était située à proximité.

## Historique
Les actes latins anciens, et jusqu'en 1290, dénomment cette voie « via in Fremantel », « via Frigidum Mantellum », « via in Frigido-Mantello », « vicus de Fromentel », « vicus qui dicitur de Frigido Mentello », « versus Sanctum Honoratum ».
À partir de 1313, elle est appelée indifféremment « rue Froit-Mantel », « rue Froitmantel », « rue Froid-Manteau », « rue Froid-Mantyau », « rue Froit-Mantyau », « rue Froitmantyau », « rue Froid-Manteau », « rue Frementel », « rue Frementeau », « rue Frémenteau » et « rue Fromenteau » en 1543. Les historiens ignorent si ce nom lui a été donné pour désigner une rue froide.
Vers 1350, il existait un puits public dans cette rue.
Elle est citée dans un manuscrit de l'abbaye Sainte-Geneviève de 1450 sous le nom de « rue du Froit-mantyau ».
Elle est citée sous le nom de « rue Frementeau », dans un manuscrit de 1636.
Cette voie a été longtemps habitée par des prostituées. La rue Froidmanteau se prolongeait initialement jusqu'à la galerie méridionale du Louvre, et débouchait sur le quai par un guichet.
En 1702, la « rue Fromenteau », qui fait partie du quartier du Louvre, comporte 47 maisons et 12 lanternes.
Entre 1714 et 1719, est construit à l'angle de la rue et de la place du Palais-Royal le château d'eau du Palais-Royal. Ce monument est détruit par un incendie pendant les journées insurrectionnelles de 1848.
En vertu d'une décision ministérielle du 16 février 1839, signée Montalivet, et rendue sur demande des propriétaires riverains, cette voie a reçu le nom de « rue du Musée ».
Les maisons, situées derrière le Louvre, avaient été remplacées par une clôture de bâtiments peu importants, laquelle fut ouverte sous Louis XVI, de façon à permettre l'établissement de la place du Vieux-Louvre, et qui a été entièrement démolie sous le Premier Empire, en laissant l'espace libre pour former la place du Musée.
La partie méridionale de la rue a disparu par suite du percement de la rue de Rivoli, de la rue du Carrousel et de la démolition de l'église Saint-Thomas-du-Louvre. Le reste a été définitivement supprimé en 1850, conformément à la loi du 4 août 1849, relative à l'achèvement du Louvre.